# IAI Corporation
Die KK AIA (japanisch 株式会社アイエイアイ kabushiki-gaisha ei-ai-ei), englisch IAI Corporation (Intelligent Actuator Incorporated), ist ein inhabergeführtes Unternehmen im Bereich der industriellen Automatisierungstechnik. Es hat sich auf die Entwicklung und Herstellung von umweltfreundlichen elektrischen Automatisierungslösungen als Alternative zur Pneumatik spezialisiert. Neben der besseren Bewegungssteuerung haben elektrische Aktuatoren einen geringeren Energiebedarf und damit niedrigere CO2-Emissionen als pneumatische Zylinder.

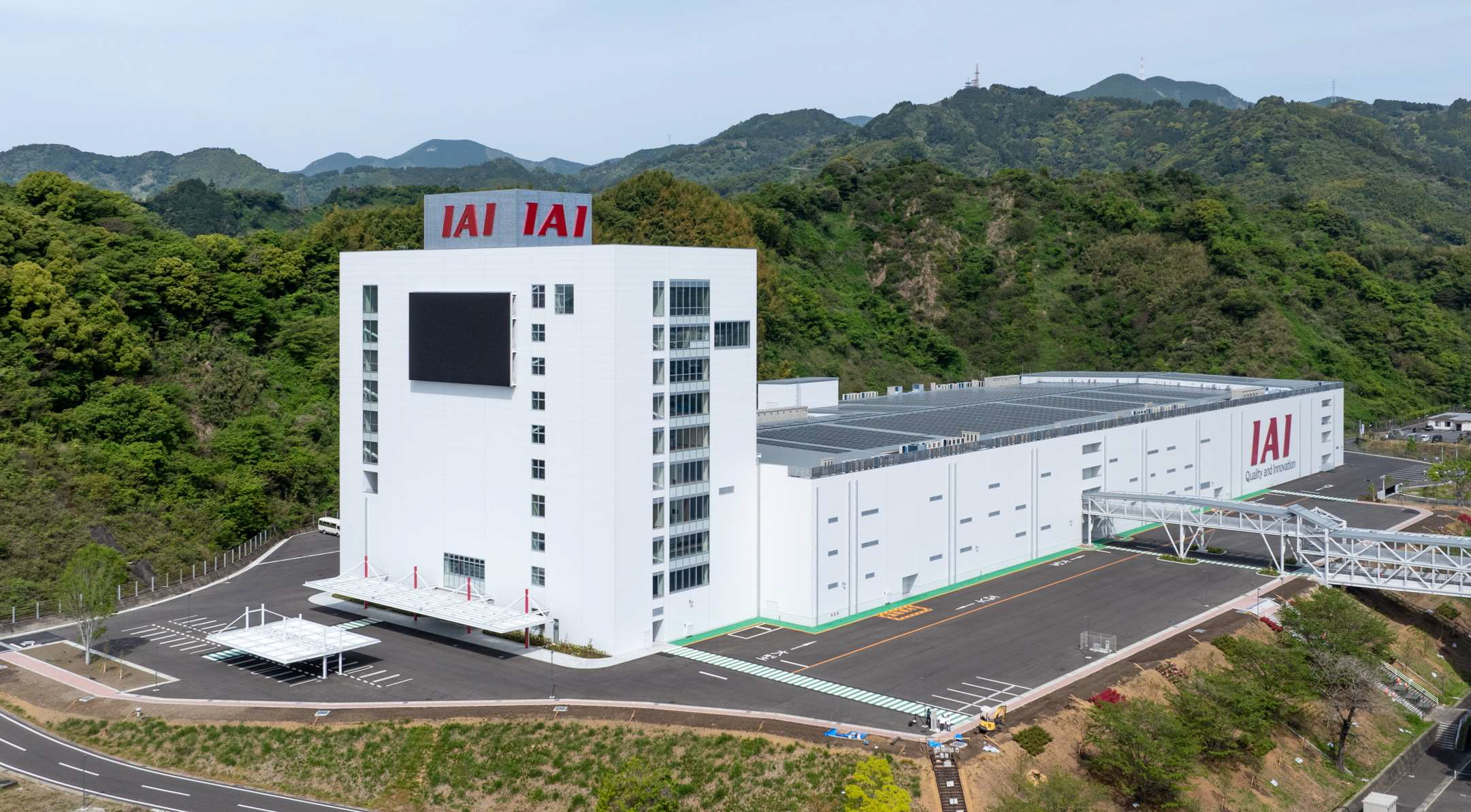
Firmensitz in Shizuoka

## Geschichte
Die IAI Corporation wurde 1976 im japanischen Shizuoka gegründet und hat sich auf die Fertigung elektrischer Zylinder und Industrieroboter für druckluftlose Automatisierung spezialisiert. Diese sogenannten elektrischen Aktuatoren benötigen im Gegensatz zur Pneumatik nur Energie, wenn eine Bewegung stattfindet. Zudem können Geschwindigkeit, Beschleunigung und Position exakt gesteuert werden.
Die Eco-Farm-Abteilung der IAI Corporation, auch bekannt als Agrarforschungsabteilung, wurde im Jahr 2007 gegründet. Ihr Hauptziel ist die Entwicklung neuer landwirtschaftlicher Technologien mit dem Fokus auf nachhaltige und umweltfreundliche Anbaumethoden. Robotertechnologie und intelligenten Aktuatoren werden zur Automatisierung von Prozessen wie Aussaat, Bewässerung, Ernte und Verpackung eingesetzt. Echtzeit-Monitoring der Pflanzen, Bodenbedingungen und Umweltdaten durch vernetzte IoT-Systeme reduzieren den Einsatz von Wasser, Dünger und Energie auf ein Minimum.

## Produkte und Dienstleistungen
Das Produktportfolio zielt darauf ab, energieintensive Pneumatikzylinder durch elektrische Antriebe abzulösen. Es beinhaltet elektrische Zylinder von der Mikrogröße bis zum Schwerlastaktuator, Zahnriemenachsen, Servopressen, Drehantriebe, Torquemotoren und elektrische Greifer. Hinzu kommen kartesische Roboter, Tischroboter und SCARA-Roboter.
Für spezielle Anforderungen wie beispielsweise der Produktion im Reinraum gibt es Aktuatoren und Roboter im ISO Klassifizierungen. Raue Produktionsumgebungen mit viel Staub oder sehr viel Feuchtigkeit benötigen staub- und wassergeschützte Ausführungen mit Schutzklassen bis IP67.
Alle Produkte werden in Japan hergestellt. In der Nähe von Shizuoka befinden sich vier Produktionsstandorte.

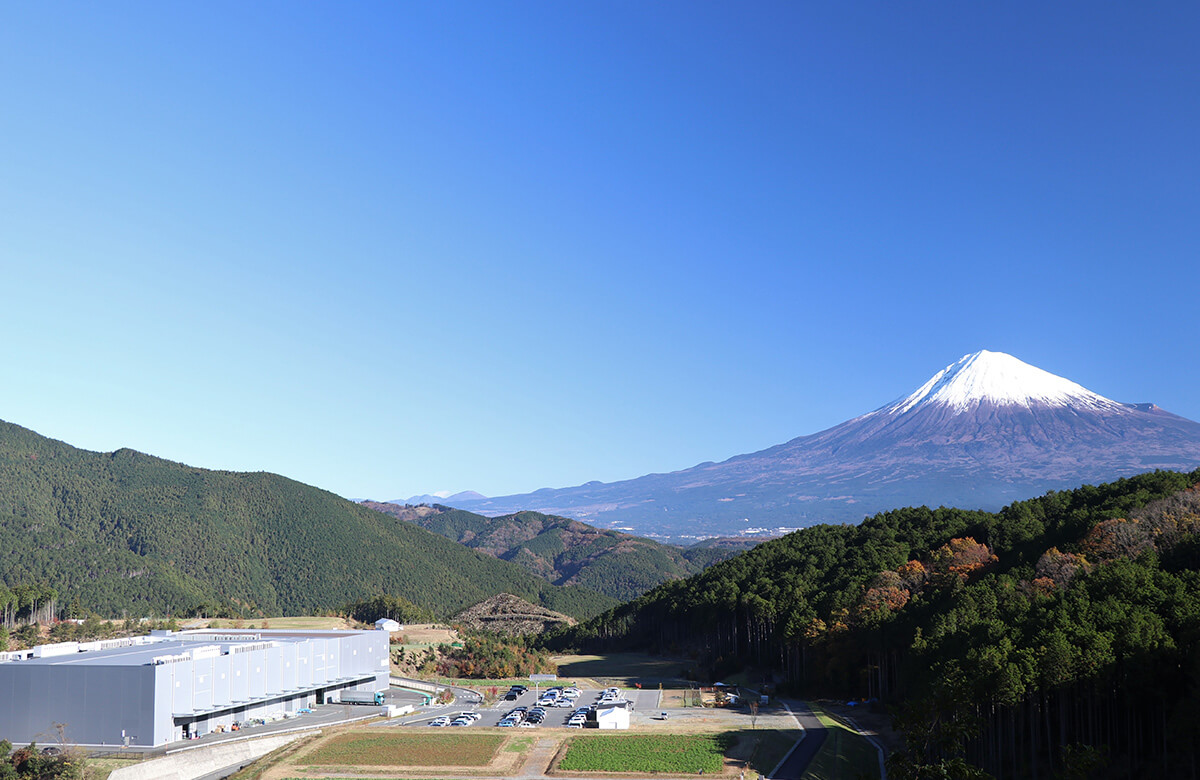

## Standorte
Weltweit gibt es 53 Service- und Vertriebsgesellschaften und 96 Handelspartner in 41 Ländern.
- IAI Corporation Headquarters Shizuoka, Japan
- IAI America, Inc. mit Hauptsitz in Torrance, Kalifornien, und weiteren Niederlassungen in Schaumburg, Illinois, und Marietta, Georgia.
- IAI Industrieroboter GmbH in Schwalbach am Taunus, Deutschland
- IAI Co., Ltd. China mit Hauptsitz in Shanghai und weiteren Niederlassungen in Tianjin, und Shenzhen.
- IAI Robot (Thailand) Co., Ltd.